# Скрябін Юліан Олександрович
Юліа́н Олекса́ндрович Скря́бін (при народженні Шль́оцер; 12 лютого 1908, Лозанна, Швейцарія — 22 червня 1919, Ірпінь, Київська губернія) — молодший син Олександра Скрябіна (від Тетяни Шльоцер), талановитий піаніст та композитор, що подавав великі надії, але загинув у віці одинадцяти років при нез'ясованих обставинах. В останній рік життя написав чотири прелюдії в стилі пізньої творчості Олександра Скрябіна. Окремі дослідники ставлять під сумнів авторство цих творів , оцінюють його як нереалізованого послідовника свого батька, а також визначають музиканта як раннього представника російського радянського музичного авангарду 1920-х років.

## Життя, довжиною в 11 років
У Олександра Скрябіна було семеро дітей: Римма, Олена, Марія і Лев від першого шлюбу з Вірою Іванівною Скрябіною (Ісакович); Аріадна, Юліан та Марина — від другого, з Тетяною Федорівною Шльоцер. З них двоє — старша дочка Римма (1898—1905) і син Лев (1902—1910)  — померли у віці семи років. На момент смерті Льва композитор уже кілька років жив зі своєю другою дружиною в фактичному шлюбі, а його стосунки з першою сім'єю були остаточно зіпсовані — батьки не зустрілися навіть на могилі сина.

### Юліан Шльоцер
Юліан Шльоцер народився 30 січня (12 лютого) 1908 в Лозанні. Одразу після цієї радісної події Олександр Миколайович написав своїй благодійниці, вдові відомого мецената — Маргариті Кирилівні Морозовій:
| У середу ввечері у нас народився син Іуліан. Ви можете собі уявити, який я щасливий, що все закінчилося благополучно, я, зізнаюся, дуже боявся за Таню. |

Отримавши у відповідному листі найкращі побажання новонародженому, місяця через півтора Скрябін повідомив Морозовій, що син «народився худеньким, але тепер потроху одужує».

#### 2 роки в Європі
Свідоцтво про народження Юліана було видано французькою мовою мерією Лозанни 2 вересня 1908. Однак, незважаючи на подібне свідоцтво про народження, видане, на думку Скрябіна, в «самій вільній країні Європи», Юліан, як і його старша сестра Аріадна, змушений був носити прізвище матері Шльоцер: за російськими законами, так само як і Православною Церквою, він вважався незаконнонародженим. Пов'язано це було з тим, що законна дружина Скрябіна, Віра Іванівна, категорично відмовилася надати йому розлучення, попередньо, обманним шляхом, добившись від Скрябіна дозволу на отримання для себе безстрокового паспорта. А внаслідок діти Скрябіна від Тетяни Шльоцер вважалися прижитими поза шлюбом.
«Віра Іванівна абсолютно не вважала себе „вимушеною“ давати розлучення, а її вірна „партія“ продовжувала залишатися в скрябінських очах істинним осередком світового зла, центром опору його справі та всього його життя… Тяжкі думки про жадане розлучення знову та часто відвідували скрябінську фантазію. 30 січня 1908 Тася нарешті піднесла для Шурінькі „головного сина“, спадкоємця — Юліана, який, між іншим, змушений був поки носити прізвище „Шльоцер“, але ніяк не Скрябін». — Юрій Ханон, «Скрябін як особа», Глава для наближення
На час народження Юліана Скрябін вже чотири роки вів життя мандрівного артиста. Його матеріальне становище, ще недавно відчайдушне, почало поступово виправлятися. Після низки гучних прем'єр, включаючи недавно завершену велику «Поему екстазу», слава композитора росла, а влітку 1908 року біля Скрябіна з'явився новий щедрий покровитель — Сергій Кусевицький. Ці успіхи підштовхнули Скрябіна до прийняття досить ризикованого в його становищі рішення про повернення до Росії.
Повернення Олександра Скрябіна в Росію після багаторічного «самовигнання» відбувалося важко. Скандально відомий композитор, який за довгі роки заробив репутацію «аморального типу» та «завзятого ніцшеанця», мав підстави побоюватися поганого або скандального прийому у своєму рідному місті. У перший свій приїзд до Москви, в січні 1909, Олександр Скрябін з Тетяною Шльоцер зупинилися в особняку Сергія Кусевицького в Малому Глазовському провулку. Своїх дітей, трирічну Аріадну та однорічного Юліана, вони не наважилися взяти з собою та залишили в Амстердамі, у тітки Тетяни Федорівни, Аліни Боті. Пробувши в Москві два «пробних» місяця, Скрябіни повернулися в Амстердам. І лише 3 лютого 1910 разом з матір'ю та батьком Юліан вперше опинився в Росії.

#### 5 років у Москві
3 січня 1910 Скрябіни зупинилися в готелі «Княжий двір» на Волхонці, а в середині вересня переселилися в будинок Олтаржевського в Малому Толстовському провулку (будинок 8, кв. 16) . У січні 1911 народилася молодша сестра Юліана, Марина, і шестикімнатна квартира одразу здалася тісною — Скрябіни тримали гувернанток та іншу прислугу. Наприкінці наступного року відбувся останній за життя Олександра Миколайовича переїзд — в домоволодіння професора А. А. Грушки, за адресою: Арбат, Великий Ніколопесковський провулок, будинок 11 .
Життя в родині Скрябіних не відрізнялося особливою домовитістю. Простора квартира з шести кімнат була схожа, швидше, на житло звичайного міщанина або буржуа, ніж композитора. Завідувала господарством Марія Олександрівна, мати Тетяни Федорівни, стара француженка. За свідченням Леоніда Сабанєєва, діти «становили як би задній план» скрябінського будинку: батьки про них не сильно пеклися, залишаючи їх на піклування репетиторів, гувернанток та бонн. Однак Юліан був улюбленцем родини, і мати з батьком незмінно його виділяли.
У будинку Скрябіних була у вжитку особлива «сімейна мова»: Олександр Миколайович придумував безліч іменників та прикметників, дуже мелодійних, що пестять слух, коли розмова заходила про Тетяну Федорівну і про дітей. Останні були удостоєні прізвиськ, в Юліана їх було не менше двох: «мутон» та «люстюкрю», ще не вважаючи зменшувальних, на кшталт «Юлочкі».
О. М. любив дітей абстрактною теоретичною любов'ю, іноді пестив їх, більше Юліана, який мав поступливу, ласкаву вдачу, але зазвичай це бувало лише при прощанні й при привітанні з ними, або коли діти йшли спати й чинно обходили батьків та цілували їх, говорячи французькою. Взагалі Тетяна Федорівна більше займалася дітьми, але і це «більше» було невелике. — Леонід Сабанеев

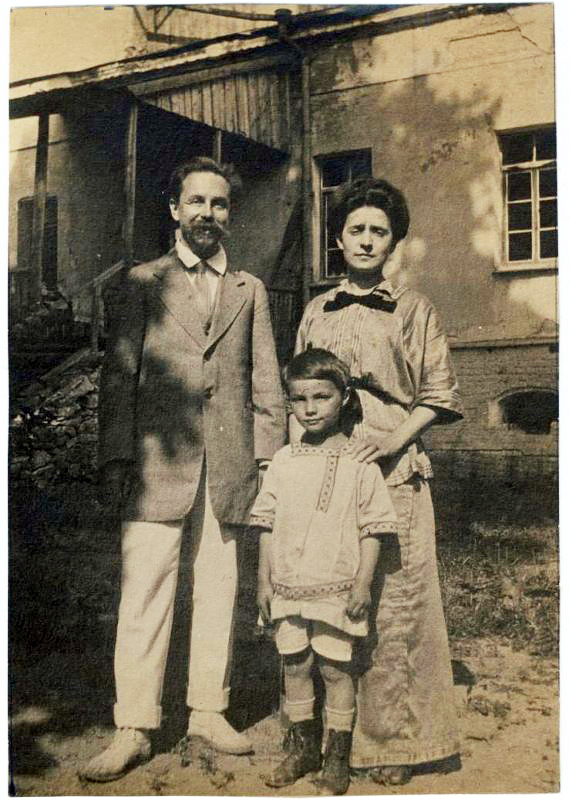
Юліан Скрябін з батьком та матір'ю. Петрівське, літо 1913

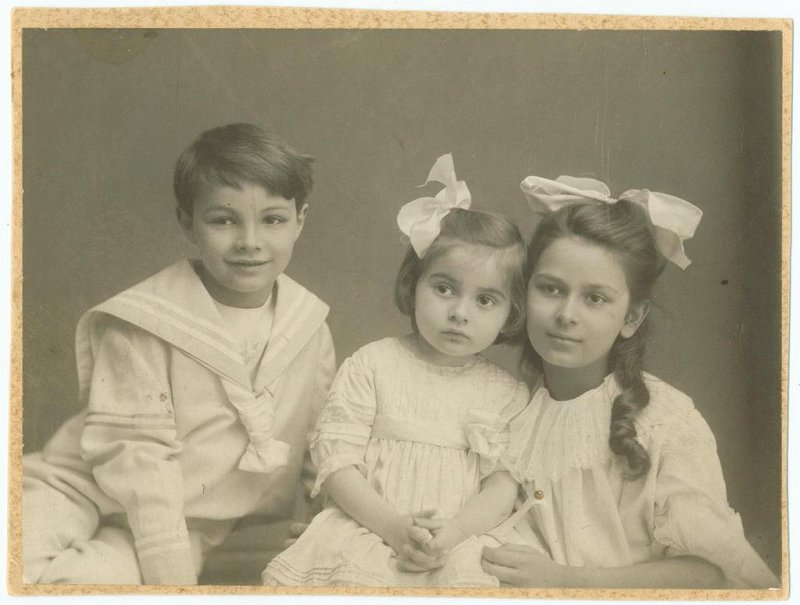
Діти А. Н. Скрябіна: Юліан, Марина, Аріадна,
ок. 1913

Незважаючи на міщанський побут, діти Скрябіних росли в артистичному та найвищою мірою творчому середовищі. Час від часу або навіть регулярно в гостях у Скрябіна бували поети: В'ячеслав Іванов, Юрій Балтрушайтіс та Костянтин Бальмонт. Композитори та піаністи заходили рідше — в будинку Скрябіних вони відчували себе дещо сковано, — проте в числі гостей постійно бували музиканти та диригенти. З ранніх років Юліан писав музику та подавав великі надії як композитор. Аріадна теж грала (вчилася в Московській консерваторії), писала вірші, драми та трагедії, які діти ставили для батьків та гостей. Всі троє малювали та влаштовували домашні виставки своїх робіт .
Перші роки займатися з Юліаном на фортепіано та знайомити його з азами музичної грамоти почала його мати. Племінниця професора Московської консерваторії П. Ю. Шлецера, в минулому вона сама була піаністкою-аматоркою та брала уроки, у тому числі і у самого Скрябіна, а також трохи компонувала для фортепіано. З початком роману зі Скрябіним Тетяна Федорівна, втім, абсолютно залишила свої заняття музикою та відновила їх лише зі своїми дітьми — Аріадною та Юліаном. Особливо багато займався Юліан, він любив грати для себе і проводив за фортепіано по 2-3 години на день. У родині влаштовувалися «сольні концерти» Юліана для батьків та гостей.
Після переїзду на арбатську квартиру старші діти отримали можливість відвідувати школу при Музичному училище Є. і М. Гнєсіних, що розташовувалося неподалік, на Собачому майданчику. Їх імена значаться в «екзаменаційних відомостях» Училища за два навчальні роки: 1914/15 і 1915/16. Навчалися вони на старшому підготовчому курсі у Марії Фабіановна Гнесіної. За перший рік Юліан отримав за «здібності» — 5, за «старанність» — 3+ і характеристику — «млявий, недбалий, розсіяний». За другий рік: «здібності» — 5, «старанність» — 4. Оцінки Аріадни були дещо нижчими. Не найвищі результати, показані Юліаном спочатку, не завадили надалі Олені Фабіанівні Гнесіній визнати його обдаровання видатним.
Постійної турботи завдавало «незаконне» становище як самої Тетяни Федорівни, так і дітей. Віра Іванівна, яка не давала розлучення, також постійно проживала в Москві та багато концертувала з програмами із фортепіанних творів Скрябіна, чим привертала увагу  до його двозначного сімейного стану. Це боляче зачіпало самолюбство Олександра Миколайовича та Тетяни Федорівни, які вороже сприймали будь-який прояв співчуття до Віри Іванівни .
 О. М. був справжньою дитиною в справах юридичних та нічого не знав, що і які явища могли витікати з нелегального становища Т. Ф. та його дітей у сімейному відношенні. <…> Я сказав Скрябіну, що дітей завжди можна усиновити і вони отримають всі права, що дружина може бути навіть відставлена від спадщини та отримає лише дуже малу частку — вся справа в заповіті… О. М. змінився в обличчі, і я побачив, що взагалі в цьому будинку про «заповіт» не можна було говорити — це було теж хворе місце і з обох сторін… — Леонід Сабанеев
У зв'язку з цим Тетяна Федорівна і її діти вимушено продовжували носити прізвище «Шльоцер». Втім, особливої ролі прізвище матері в житті Юліана не зіграло, оскільки «Шльоцер» він залишався лише до семи років. Будучи абсолютно домашньою дитиною, він займався переважно з матір'ю та зрідка — із запрошеними на окремі уроки вчителями. Юліан мав дуже яскраву та незабутню зовнішність, його обличчя мало дивну особливість майже не змінюватися. Враження довершувала велика лунина на щоці. Мати ставилася до Юліана з особливою ніжністю:

Тут же поруч був маленький Юліан, якого вона з ніжністю гладила по голові: «ти мій маленький, мічений — якщо пропадеш, так завжди знайду тебе!» — Леонід Сабанеев

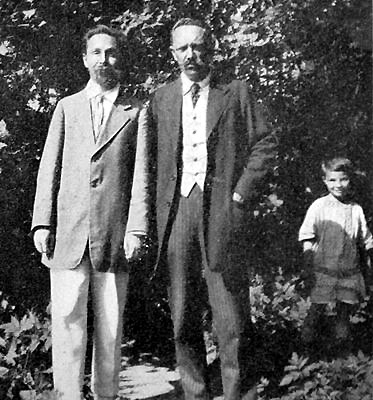
А. М. Скрябін, Ю. К. Балтрушайтіс та Юліан. Петрівське,літо 1913

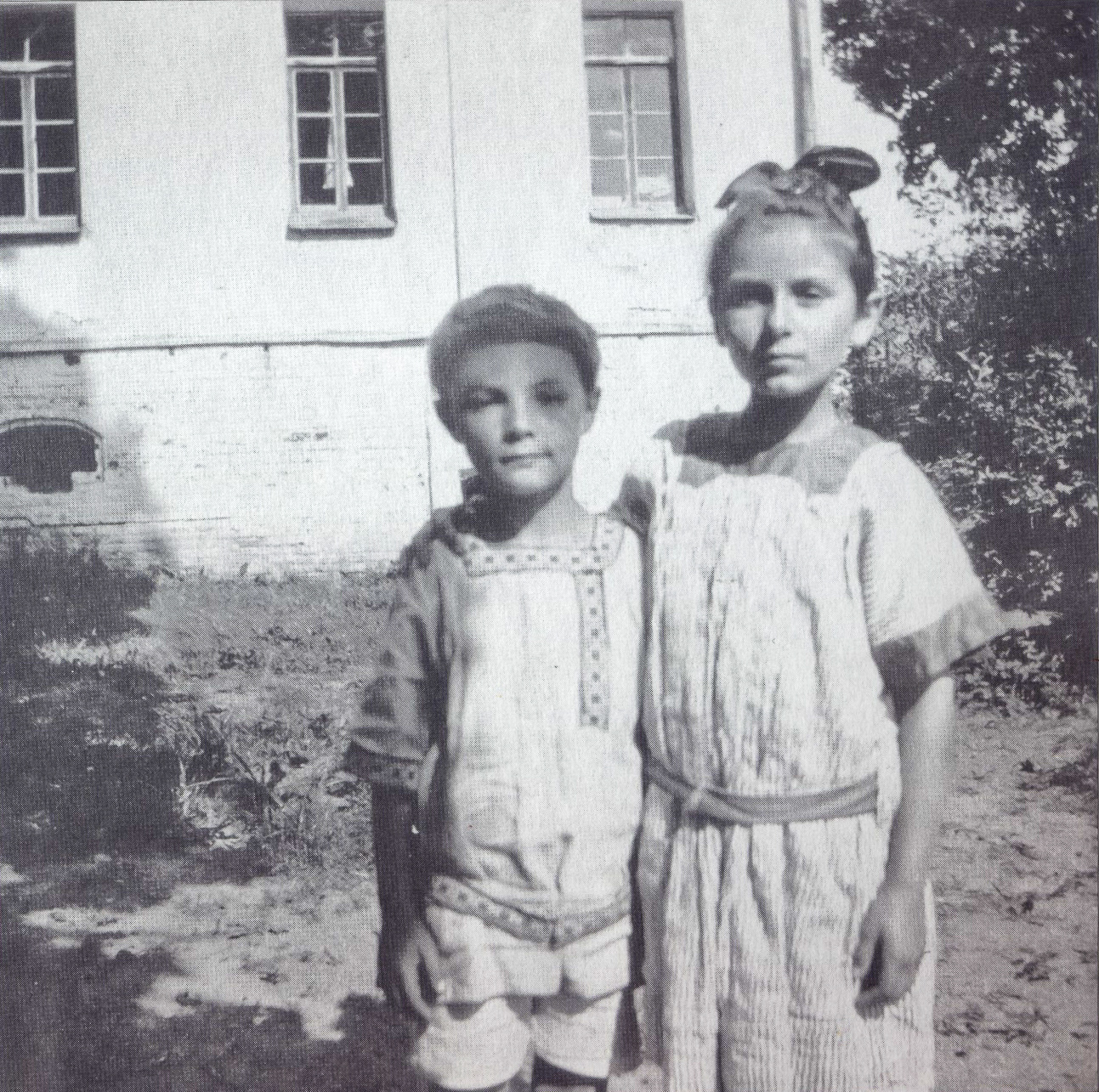
Юліан та Аріадна Скрябіни,1913. Добре видно родиму пляму на обличчі Юліана

Ще за життя Скрябіна Тетяна Федорівна пов'язувала з Юліаном великі надії на майбутнє. Він був схожий одночасно і на матір, і на батька, але з кожним роком в його зовнішності проявлялося все більше скрябінського.
Передвоєнний 1913 став, можливо, самим успішним та щасливим у житті родини. Літо вся родина провела в Калузькій губернії, в маєтку Петровському на березі Оки. Сусідом Скрябіних був поет Балтрушайтіс. Олександр Миколайович був у чудовому настрої, іноді сам займався музикою з Юліаном, часто брав його з собою на прогулянки. Наприкінці літа Скрябіних відвідав Леонід Сабанеев, який зробив ряд фотографій біля будинку і під час спільних прогулянок. На деяких з них можна бачити й Юліана.
24 жовтня 1913 майбутній відомий композитор Анатолій Александров, на той час — студент Московської консерваторії, зробив у своєму щоденнику запис, що свідчить про обдарованість маленького Юліана, про його поетичне сприйняття світу:

Маленький Юліан (п'яти років) сказав своїй мамі: «У тебе мелодійні ручки. Повернувшись додому в зоряну ніч, розповідав: Я напіровался зірками. А один раз, зовсім як Ігор Северянин, висловився: Сьогодні вночі до нас приходила фея і всю кімнату оволшебіла»…
— Анатолій Александров
З початком війни з Німеччиною життя стало помітно важче, грошей постійно не вистачало. Щоб утримувати сім'ю, Скрябіну доводилося заробляти гастрольними концертами по Росії. Вселяла тривогу також і раптова відірваність від численних європейських родичів Тетяни Федорівни — на їхню допомогу та прийом розраховувати було вже не можна.

#### Смерть батька та набуття прізвища
Скрябін Олександр Миколайович помер 14 квітня 1915 у віці 43 років — від стрептококкового зараження крові. Зі смертю батька сім'я залишилася практично без засобів до існування. Всі заощадження — втім, абсолютно незначні — пішли на покриття візитів докторів та невдале лікування. Навіть самі екстрені й елементарні витрати стало неможливо оплатити. Становище родини виявилося дійсно катастрофічним — особливо в перший місяць, коли в терміновому порядку довелося розпродавати меблі та цінні речі, щоб продовжити контракт на житло. До того ж, за дивним збігом, Олександр Миколайович найняв свою останню квартиру в Великому Ніколопесковському провулку рівно по день своєї смерті.
Смерть Скрябіна стала повною несподіванкою, але буквально в останні хвилини він встиг підписати заповіт та прохання на Височайше ім'я про усиновлення дітей. Для першої родини композитора його смерть теж стала великим потрясінням, до деякої міри примирливим. Завдяки зусиллям численних посередників та доброзичливців Віра Іванівна пом'якшила свою позицію та 27 квітня 1915 подала заяву в імператорську канцелярію:
Дізнавшись про бажання чоловіка мого, О. М. Скрябіна, клопотати про визнання законними дітей його — Аріадни, Юліана та Марини, прижитих ним із Т. Ф. Шльоцер, — зберігши за нею батьківські права над дітьми, — зі свого боку ніяких до того претензій не маю. В. І. Скрябіна.— ГЦММК, ф. 31, од. хр. 861.
Великі суми родині Скрябіна пожертвували, серед інших, О. М. Брянчанинов та С. Поляков. Бренчанінов спеціально, щоб залагодити проблеми Тетяни Федорівни та її дітей, їздив до гофмейстера Танєєва (батька Анни Вирубової), який, у свою чергу, мусив клопотати перед царем. Таким чином, Юліан Шльоцер зміг стати Скрябіним лише після того, як самого Скрябіна не стало.

### Юліан Скрябін
Тетяною Федорівною опанувала ідея створити з Юліана «продовження батька», творчість та справа життя якого («Містерія») перервалася на зльоті.

#### 3 роки в Москві
Тетяна Федорівна зосередилася на збереженні спадщини Скрябіна та освіті сина. Водночас її не покидали тривожні передчуття, характерні для складу її характеру. В одному з листів Тетяни Федорівни є рядки, які виражають її надії та страхи того часу:
Живу всілякими турботами, клопотами, спогадами про минулі радощі, а також іноді надіями на майбутнє… Це трапляється тоді, коли я спостерігаю за розвитком духовного життя та музичного таланту мого маленького Юліана, що з кожним днем стає все більше та більше схожим на батька і душею, і тілом. Це моя надія, моя радість, а також і моє постійне занепокоєння — так страшно мати справу з таким тендітним хлопчиком, так моторошно! 
 

Коли Ви будете у мене, він Вам зіграє кілька невеликих речей Олександра Миколайовича, і я впевнена, що Ви будете схвильовані надзвичайною схожістю всієї його істоти, його гри з душею та виглядом Олександра Миколайовича. — з листа до Е. І. Ерденко від 23 жовтня 1916 р.
Поступово життя родини стало налагоджуватися. Юліан продовжував відвідувати Гнесинську школу, про що свідчать «екзаменаційні відомості» за 1915/16 навчальний рік, де він згаданий разом зі старшою сестрою.

#### Останній рік в Україні

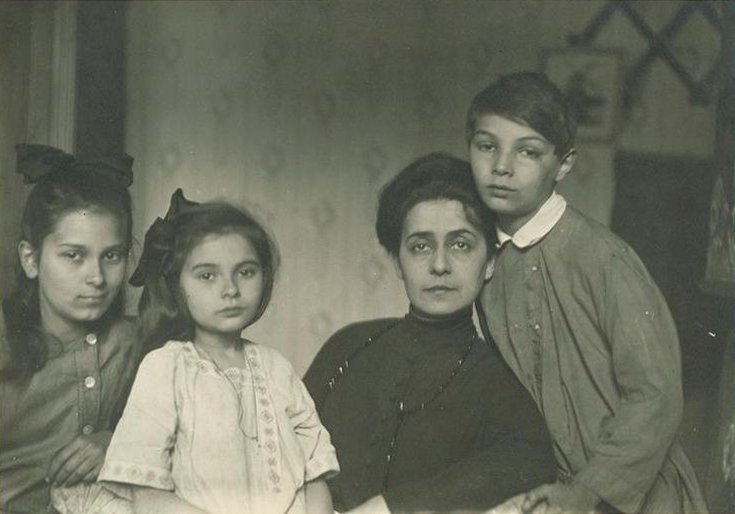
Т. Ф. Шльоцер-Скрябіна з дітьми: Аріадною, Мариною та Юліаном, Москва, 1918

Дві революції 1917 знову підірвали ледь налагоджений побут. У 1918 в Москві почався голод. Влітку 1918 року мати відвезла трьох дітей у відносно ситу Україна, вважаючи, що там їй буде простіше налагодити життя. Життя в Києві було небезпечним, влада постійно переходила з рук в руки, і Тетяна Федорівна з дітьми зупинилася за містом, в дачному селищі Ірпінь. Незважаючи на труднощі, вона вирішила продовжити та систематизувати музичну освіту сина.
У вересні 1918 року Юліан Скрябін вступив у клас композиції Київської консерваторії, де майже рік навчався у Рейнгольда Глієра. Юліан був помітно молодший інших слухачів, серед яких опинилися відомі згодом композитори Борис Лятошинський та Володимир Дукельський, а також майбутній музикознавець Арнольд Альшванг, який залишив найбільш докладні та ґрунтовні спогади про перебування «геніально обдарованого», за його визнанням, сина Скрябіна в Консерваторії:
| … Одинадцятирічний Юліан був на становищі гетевського Евфоріона: кожний його рух, кожний штрих його особистості дихав сильним, хоча і неусвідомленим талантом. — Арнольд Альшванг |

Навесні Альшванг організував у приміщенні Київської консерваторії курси історії музики. Великою популярністю вони не користувалися: вельми «різношерста» група складалася всього з декількох слухачів, серед яких був уже літній лікар, колишній семінарист і дві якісь панянки. Проте ні Юліана, ні його мати, що жили в той час в дачному селищі Ірпінь, кілометрів за 20 від міста, це не бентежило. вони прийняли запрошення, і достатньо регулярно, по неділях Тетяна Федорівна привозила Юліана, одягненого, за спогадами Альшванга, в «біленьку шубку», на його лекції.

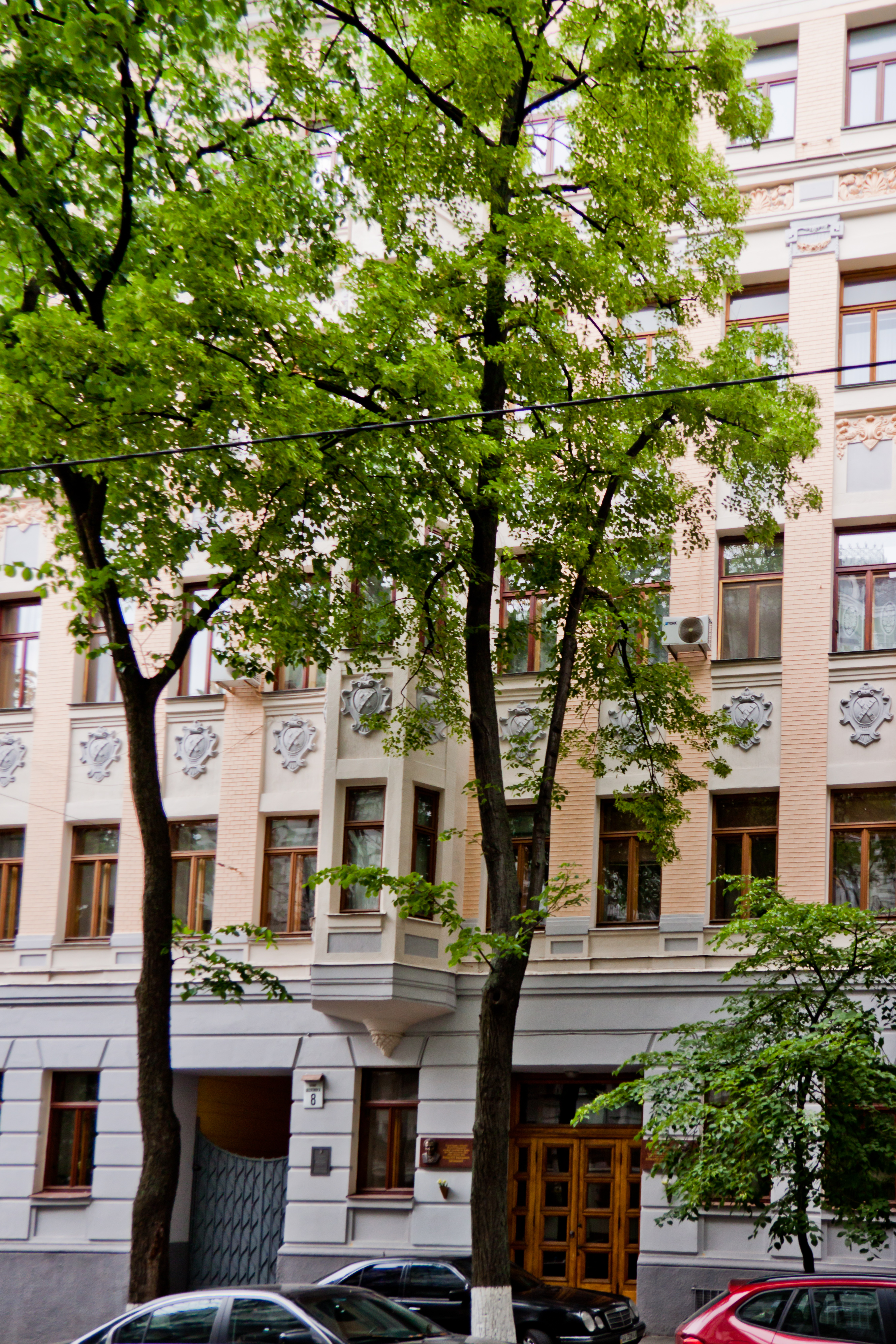
Прибутковий будинок родини Данила Балаховського, Київ, 2013

Восени 1918 року в Києві звільнився прибутковий будинок родини цукрозаводчика та французького консульського представника Данила Балаховського (вул. Трьохсвятительська, 24). У Скрябіна за життя склалися хороші відносини з Балаховськимм, і в січні 1919 Тетяна Федорівна з дітьми перебралася в цей їхній будинок. Незабаром до них приєдналися й інші члени родини Шльоцер — брат та стара мати Тетяни Федорівни, — а Юліан отримав можливість відвідувати заняття в Консерваторії регулярно.
Характером Юліан Скрябін, як і зовнішністю, був надзвичайно схожий на батька: холеричного темпераменту, збуджуваний, одночасно впертий та завзятий. Дуже старанний, якщо був зацікавлений предметом, Юліан все швидко схоплював та навіть серед більш дорослих студентів свого курсу не бажав поступатися лідерством. Він все робив з самозреченням, всьому віддавався з пристрастю.
| У травні або червні 1919 року відбулися щорічні іспити учнів. Наш курс здавав «спеціальну другу гармонію». Спочатку була тема для письмового завдання. Нас всіх помістили в один клас. Один з однокласників став грубо дражнити Юліана: Он-де маленький, а тому завдання вирішить останнім. Хлопчик спалахнув, його смагляве обличчя набуло вираз пристрасності, чому стало некрасиво. Закусивши губу, він усамітнився на окремій парті, занурився у завдання — і вирішив перший. — Арнольд Альшванг |

Іспит з гармонії складався з двох частин: письмової та усної, яка частково полягала в імпровізації гармонічних формул, а частково — у відповідях на теоретичні питання. Якщо судити з достатньо докладного опису, залишеного Арнольдом Альшвангом, учнем Юліан був значно більш старанним та вмілим, ніж його батько, який насилу отримував у Московській консерваторії задовільні оцінки з поліфонії та гармонії.
Випробування за фортепіано зійшло в Юліана блискуче. Йому дали довгий модуляційний план, і він, майже не замислюючись, зіграв ряд модуляцій дуже вільно та правильно, без вишукувань та молодецтва, з гарним голосоведінням. Пам'ятаю, з якою глибокою ніжністю дивилися на нього члени комісії — Глієр, Яворський та Степовий (Акименко). Ці настільки різні люди, здавалося, були в той момент одухотворені одним відчуттям, однією думкою — про Олександра Скрябіна і про крупиці його геніальності, втіленої в цьому тендітному створенні. — Арнольд Альшванг
Володимиру Дукельському, в ті роки ще зовсім юному студенту, але який вже отримав великі аванси від педагогів Київської консерваторії, представнику новонароджуваного покоління композиторів та музикантів, довелося спостерігати за Юліаном в Києві:
Скрябін, кумир юних музикантів та апостол «модернізму», помер <…>. Син його Юліан, якому я злегка заздрив, оскільки <…> він незабаром перетворив мене в достатньо дорослого вундеркінда, зайнявши чільне положення, <…> компонував достатньо хитромудру музику, але як-не-як, це був Скрябін, спадкоємець нашого музичного вождя!— Володимир Дукельський
У червні 1919 року Юліан Скрябін успішно здав всі іспити і з відзнакою закінчив перший курс навчання.

#### Загибель
Обстановка в Україні залишалася неспокійною, а тому на літо вся родина вважала за найкраще залишитися в тому ж дачному селищі Ірпінь. Однак закінчилося все раптово. Юліан Скрябін був знайдений мертвим біля берега Дніпра, за зовнішніми ознаками — потонув.
Збереглося не так багато свідчень тих, кого можна було б назвати очевидцями цієї події — з великою часткою натяжки, оскільки моменту загибелі Юліана ніхто не помітив, а тіло хлопчика було виявлено, по всій видимості, лише на наступну добу після його зникнення, пізно вночі. Остання обставина, ймовірно, стало причиною того, що в джерелах немає єдності навіть щодо точної дати смерті Юліана — вказуються 21, 22 і 23 червня.
```
Найбільш докладна, така, що заслуговує уваги, версія події викладена Миколою Слонімським, якій машкав разом зі Шльоцер-Скрябіною в одній квартирі та брав, за його словами, діяльну участь у пошуках зниклого хлопчика. Згідно з його мемуарами
[
комм. 6
]
, в червні 1919-о року Тетяна Федорівна відлучилася у справах до Москви
[
комм. 7
]
. У неділю (в такому випадку, це було 22-е число) шкільна вчителька вивезла групу дітей, серед яких були і Скрябіни, на пікнік, на один з острівців на 
Дніпрі
. Юліан соромився перебувати в компанії інших дітей в купальних костюмах та відійшов. Коли його спохватилися, вже стемніло. Знайти в темряві Юліана не змогли, і вчителька вирішила відвести дітей по домівках, а потім повернутися на острів, щоб продовжити пошуки. за словами Слонімського, він зголосився її супроводжувати, до них приєдналися двоє досвідчених матросів (або рибалок). Незабаром вони знайшли Юліана, але той був вже мертвий
[
34
]
. 
```

Ми знайшли тіло Юліана в бухточке, де мілководдя різко обривалося, переходячи в яму. Рибак прив'язав мотузку до шиї хлопчика та витягнув його на берег; тіло було схоже на довгу худу рибу, а ступні залишали маленькі вири. — Микола Слонимский
Обставини смерті розслідувані не були, розтин та медичну експертизу проводити теж було нікому. Телеграф не працював, і тому не можна було навіть сповістити Тетяну Федорівну про нещастя. Юліана поховали до її повернення з Москви, по повному російському православному звичаю, в урочищі Аскольдова могила. Надгробну промову виголосив Глієр. Згодом Глієр часто згадував Юліана, нарікаючи на його загибель, але уникаючи питання про її можливі обставини. Лятошинський ж якось зауважив: «Адже він був абсолютно беззахисним, а деякі учні консерваторії не приховували почуття заздрості по відношенню до нього».

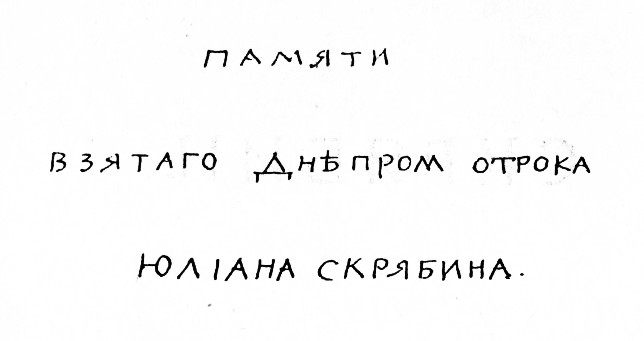
Посвята, написане Вяч. Івановим на машинопису книги «Скрябін», 1919

Звістка про загибель Юліана швидко поширилося серед друзів родини та шанувальників таланту Скрябіна. До теперішнього часу видані декілька мемуарних творів та оприлюднений ряд листувань друзів, знайомих та просто сучасників Скрябіна, в яких, завжди коротко, згадуються обставини загибелі Юліана. За винятком спогадів Миколи Слонімського та листування Льва Шестова, всі ці свідоцтва виходять від осіб, які перебували під час трагедії далеко від Києва, і, часом, складені десятиліття по тому. Тобто, мова йде про перекази, очевидно містять спотворення, які накладаються на й без того не зовсім ясну картину події.
Так, Олена Фабіановна Гнесина пише японському піаністу В. Н. Такеноуті в 1966, що хтось із друзів Юліана взяв його покататися на човні, хлопчик нібито перехилився через борт, потягнувшись за водоростями, випав з човна й потонув. Маргарита Кирилівна Морозова, яка много допомагала Олександру Скрябіну, пише, що почула, ніби Юліана «засмоктало болото в лісі». Журналіст та видний єврейський громадський діяч Гершон Свєт у статті «Доля дітей та онуків Скрябіна» повідомляє, що Юліан потонув у нього на очах, проте Володимир Хазан вказує, що в цьому місці Г. Свєт «помиляється» .
Смерть єдиного сина, що складав головний сенс життя Тетяни Шльоцер-Скрябіної, остаточно підірвала і її здоров'я, і волю до життя. У відчаї після загибелі сина мати забрала з собою молодшу дочку Марину та повернулася до Москви, щоб померти, перебуваючи ближче до могили О. М. Скрябіна, а старшу Аріадну помістили в Смольний інститут, переведений в той час в Новочеркаськ.
Цікаву деталь до портрета Юліана — що, можливо, хоча б почасти проливає світло на обставини його загибелі — додає Марина Цвєтаєва, яка здружилися з Тетяною Федорівною після смерті Олександра Миколайовича:
Коли тринадцятирічний Юліан, великий маленький музикант, син Олександра Скрябіна, потонув у дніпровському вирі, ніхто не чув жодного звуку, хоча від інших його відокремлював лише порослий чагарником острівець — завбільшки з мою долоню, — і його вчителька музики, піаністка Надія Голубовська, говорила мені пізніше, що Юліан просто не вмів кричати — вона добре знала хлопчика.— Марина Цвєтаєва
Тетяна Федорівна так і не оговталася після смерті сина. Сабанєєв згадує, що нею опанував глибокий похмурий містицизм в «православних тонах», що вона перенесла «мало не одинадцять хвороб», і коли вже здавалося, що вона зможе впоратися з останньою з них, сидячи в кріслі, впала та незабаром померла від запалення мозку. Сталося це в квітні 1922. Після смерті матері Аріадна разом з бабусею та дядьком — Борисом Федоровичем Шльоцерлм — опинилася в Парижі, а молодшу Марину забрали бельгійські родичі Тетяни Федорівни. «Скрябинске гніздо» спіткало остаточне розорення.

## Нарис творчості

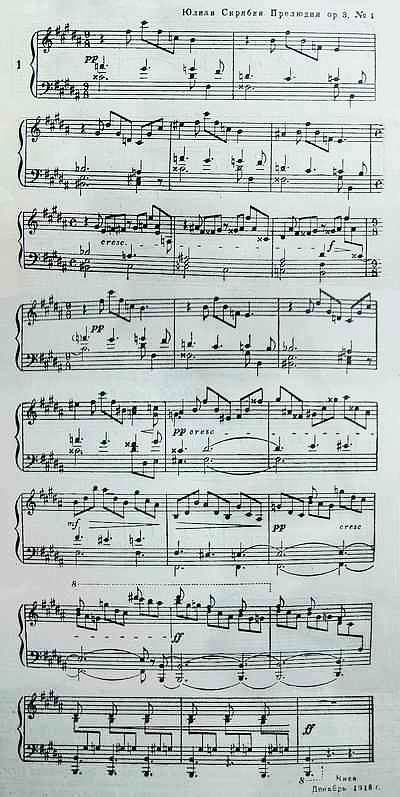
Юліан Скрябін, Прелюдіяор. 3 № 1

Музична творчість хлопчика, який прожив трохи більше одинадцяти років, природним чином перебуває ніби в тіні і одночасно висвітлюється фігурою свого батька, музика якого настільки яскрава та оригінальна, що по праву стоїть осібно від усіх інших стилів. Олександр Скрябін після себе не залишив яскравих послідовників (крім кількох явних епігонів, включаючи між інших і Л. Л. Сабанеева), і, на думку більшості музичних теоретиків та практиків, незважаючи на величезний непрямий вплив, який вчинив на всю музику та культуру XX століття, О. М. Скрябін — творець швидше тупикової, ніж плодоносної гілки розвитку музики. Як правило, саме в цьому світлі зазвичай і намагаються розглядати творчість Юліана Скрябіна, який залишив чотири невеликі фортепіанні п'єси, що безсумнівно беруть початок та здаються своєрідними «сколками» середньї та пізньї творчості його батька.
Народившись у період закінчення «Поеми екстазу», перші свої музичні враження Юліан отримав вже після прем'єри «Прометея», а коли помер батько, йому виповнилося лише сім років. Грати на фортепіано він навчався переважно на прелюдіях та ранніх п'єсах свого батька, поступово все більше схиляючись та виділяючи з його творчості близькі для себе п'єси середнього та пізнього часу . Не могла не діяти на нього та похмура, почасти пофарбована в тривожно-недовірливі тони, фігура матері, Т. Ф. Шльоцер-Скрябіної, яка бачила, сподівалася і найбільше заохочувала в ньому пряме продовження особистості та творчості померлого батька. Цінний погляд фахівця-очевидця дають унікальні в цьому відношенні спогади Арнольда Альшванга:
| Він мислив у складних ладах, компонував та імпровізував у манері пізнього Скрябіна. Він ріс в будинку, наповненому після-прометеївськими звучаннями, і перший музичний твір, який він почув, був «Прометей». Все, чому його вчили, він сприймав з надзвичайною легкістю. Так, він одразу збагнув премудрість мажорних та мінорних тональностей, модуляційних планів та іншого, але ставився до всього цього, як до чогось зовнішнього, привнесеного та чужого. — Альшванг А. А. «Кілька слів про Юліані Скрябіна» |

Будучи опублікованими в широко розповсюдженому збірнику «До 25-ї річниці смерті О. М. Скрябіна», дві прелюдії опус 3 час від часу викликали чутки та сумніви щодо їх справжнього походження. Деяким дослідникам дійсно уявлялося дивовижним, що маленький хлопчик, якому «ще самий час гами розучувати», минаючи звичайний для всіх дитячий період освоєння тональної музики, починав свій творчий шлях одразу ж з «пізнього Скрябіна». Особливо наочним в таких випадках уявлялося саме сусідство з творчістю його батька, який самим «сумлінним» чином, перш ніж перейти до «Поеми екстазу» та «Прометея», пройшов всі необхідні етапи музичної «еволюції»: від Бетховена, Ліста та Шопена — через Вагнера та Дебюссі — до самого себе. В умовах смутного революційного часу вкрай нетривала творча «кар'єра» не встигла привернути до себе уваги. До 1940 року, коли в Радянському Союзі широко відзначалося 25-ї річниці з дня смерті Олександра Скрябіна і в архівах московського Музею Скрябіна була відкрита тека з творами Юліана, очевидців, хто міг би особисто підтвердити їх достовірність, майже не залишилося: хто помер, хто загинув, а головна частина — емігрувала.
1983 року американський музикант Джон Роджерс присвятив життю та творчості Юліана Скрябіна велику статтю в журналі 19th-Century Music. Стаття називалася «Чотири прелюдії, приписувані Юліану Скрябіну». Роджерс відмовляється вірити в авторство Юліана, хоча і обмовляється, що остаточно підтвердити або спростувати його сумніви, найімовірніше, ніколи не вдасться. Роджерс звертає увагу, що прелюдії записані впевненою, досвідченою рукою, дуже чисто, без помарок. Крім того, поміти зроблені в новій орфографії, хоча оголошення її реформи та поява першої з прелюдій Юліана розділяють усього два місяці, і стара орфографія була в ходу достатньо довго, особливо у сфері приватній та особистому житті. Роджерс робить висновок, що зошит з прелюдіями не є оригіналом, вона була підготовлена, швидше за все, Тетяною Федорівною, до відкриття музею 1922 року. На цьому Роджерс не зупиняється, роблячи спробу відновити історію появи «Прелюдій Юліана». Істинний їх автор для нього очевидний — їм міг бути лише Олександр Скрябін. Роджерс намагається проаналізувати прелюдії в контексті всієї творчості Скрябіна та приходить до висновку, що вони могли бути створені в 1907—1908 роках, але з якихось причин не були тоді видані. Як раз тоді сім'я Скрябіних чекала появи Юліана, а фінансові справи Олександра Миколайовича були зовсім погані: видавництво М. П. Бєляєва (помер за кілька років до цього) перейшло в руки більш «господарські», Скрябіну вдвічі урізали гонорари за нові твори, внаслідок чого композитор відмовився від їхніх послуг. Якраз на той час припадає пробіл у списку скрябінских творів (в списку з 74 творів таких прогалин всього два) — відсутній опус 55. Чи не тут криється розгадка «Прелюдій Юліана»? — задається питанням Роджерс. На завершення Роджерс пропонує «романтичну» версію походження цих уривків — Олександр Скрябін міг написати їх у подарунок Юліану, або його матері, з нагоди народження спадкоємця або як своєрідне «придане». Тоді їх дійсно можна назвати «Прелюдія Юліана», але і в цьому випадку залишаються непоясненим датування в зошиті.
Джону Роджерсу вторить бельгійський музикознавець Франс Ш. Лемер, який, до речі, в той же час згадує Юліана в числі можливих «наступників» Скрябіна-старшого на музичній арені XX століття. Лемер висловлюється значно більше переконано:

Юліан був автором чотирьох Прелюдій для фортепіано, п'єс чудових, але, на нашу думку, авторство приписується йому через непорозуміння. Справа в тому, що Олександр Скрябін подарував своїй дружині Тетяні з нагоди народження сина Прелюдії для фортепіано, і вони були озаглавлені тому Прелюди Юліана. Свідоцтва про виключне музичне обдарованні дитини, отримані від різних сучасників, без сумніву, сприяють плутанині.
— Франс Ш. Лемер
Однак сучасники заявляють, що Юліан компонував музику самостійно. Так, композитор Володимир Дукельський пише, що ім'я Юліана було на слуху в певних колах — насамперед студентів та молодих музикантів — в молодості Дукельський почасти заздрив юному композиторові. Музикознавцю Арнольду Альшванг довелося почути твори Юліана у виконанні автора та скласти про них власну думку:
… Юліан зіграв і кілька своїх прелюдій. У той час вони представлялися мені копіями пізніх творів його батька, відблиском шістдесятих-сімдесятих опусів Скрябіна. До того ж вони були зіграні легко — занадто легко, нематеріально, rubato, без найменшої претензії на зовнішній ефект. Я не вмів ще оцінити внутрішньої свободи цієї природної, майже пташиної мови. Тепер я бачу в цих невеликих прелюдіях, створених в останні місяці життя Юліана, — те, що настільки рідко буває і у значно більш досвідчених композиторів: справжнє мислення музикою, істинну логіку, визначеність намірів та точність їх виконання; така ясність буває долею лише високо обдарованих натур. — Арнольд Альшванг
Слуховий досвід Юліана був заснований на інтонаціях та гармоніях О. М. Скрябіна. Весь час пробудження та формування своєї початкової свідомості Юліан перебував в атмосфері музики батька та культу його обожнювання, чи не релігійного. Тут же містилася практично вся система його цінностей. Однак сам спосіб розвитку тематичних фраз і побудова структур музичної форми виразно відрізняється від прелюдій О. М. Скрябіна. Цю музику дійсно створила дитина, яка музично «думає» та природно розмовляє мовою пізніх гармоній свого батька.

Те, до чого Скрябін Олександр Миколайович прийшов наприкінці життя, його син вбирав з колиски. «Обертонова» мова Скрябіна не була для Юліана «особистим відкриттям», вона була для ньогоспоконвічною, як для інших дітей, які виросли в музичному середовищі, природною є мова класичної музики.
— Сергій Федякин
Ігор Белза, учень Лятошинського, повідомляє, що для його вчителя, також як і для Глієра, загибель Юліана стала справжньою катастрофою не лише тому, що обидва встигли прив'язатися до дитини. вони бачили у творчості Юліана розвиток ідей, які Олександр Скрябін не лише сформулював та реалізував, але й, на їхню думку, сам же вичерпав, не залишивши справжніх спадкоємців у мистецтві. за словами Глієра, в особі Юліана Скрябіна російська культура втратила музиканта, який міг стати великим композитором.
Безглузда загибель Юліана Скрябіна назавжди залишила його фортепіанні прелюдії під знаком питання — можливі перспективи його творчості складають одну з невирішених проблем в історії музики. Повторив би Юліан Скрябін типову долю вундеркінда зі згасаючим талантом, або поступово відійшов би від стилю свого батька, або насправді «продовжив» би його перервану на вищій точці творчість — це залишається невідомим та становить основну інтригу творів Ю. Скрябіна.

## Доля спадщини
Уся творча спадщина Юліана Скрябіна вмістилася в одній папці, що зберігається в архівах Музею-квартири О. М. Скрябіна. У ній дитячі малюнки, вірші, кілька музичних ескізів. Однак особливий інтерес представляє зошит з чотирма короткими п'єсами для фортепіано, написаними Юліаном в останній рік життя. На титульному аркуші зошита напис «Юліан Скрябін. Прелюдії». Op. 2 найтриваліший — трохи більше трьох хвилин, — займає три сторінки та називається «Прелюдія», датований серпнем 1918 (Москва). Оp. 3 під назвою «Дві прелюдії» складається з двох коротких уривків (I і II), що займають по одній сторінці кожний та датованих груднем 1918 (Київ). Нарешті, остання «Прелюдія», без номера опусу, на двох сторінках, датована березнем 1919 (Київ). Відсутність op. 1 не пояснено. Вперше про існування цих прелюдій було оголошено через понад двадцять років після загибелі Юліана, 1940 року. Тоді ж, у ювілейному збірнику, присвяченому 25-річчю від дня смерті Олександра Скрябіна, були опубліковані дві з чотирьох прелюдій — обидві частини op. 3.
Перше публічне виконання двох з чотирьох прелюдій за межами СРСР відбулося в Нью-Йорку наприкінці 1969 на WCBS-TV у програмі «Camera Three», випуск називався"The Enigma of Scriabin". Виконавцем став канадський піаніст Антон Куерті.
К початку XXI століття інтерес до творчості Юліана Скрябіна зріс, робляться спроби визначити місце, яке воно могло б зайняти в історії російської та світової музики. Прелюдії Юліана стали включати в концертні програми та видавати на компакт-дисках. Найчастіше можна зустріти «споріднений» підхід, коли в концерті, або на диску, з творів Олександра Скрябіна як «цікава деталь» або добавка виконуються прелюдії його сина.
Так, в 2000 на двох компакт-дисках були видані прелюдії Олександра Скрябіна у виконанні  Євгена Зарафьянца. Прелюдиям Юліана була відведена роль завершувати другий диск. Іменитий американський піаніст, композитор та музичний критик Джед Дістлер відгукнувся про це видання:
| … Справжнім одкровенням стали чотири прелюдії, написані 11-річним сином Скрябіна, Юліаном. Вони дивовижні по своїй впевненій та вільнії манері написання фортепіанної музики, витонченій музикальності, з легким натяком на раннього Арнольда Шенберга, а також на пізній скрябинский стиль. Юліан потонув в одинадцятирічному віці 1919 року. Ми ніколи не дізнаємося, продовжив би він з часом сімейну справу, але вже очевидно, що ці чудові чотири уривки, безсумнівно, гідні імені Скрябіна. Оригінальний текст (англ.) The real eye-openers, though, are four preludes written by Scriabin's eleven-year-old son Julian. They're quite extraordinary in their confident, fluent piano writing and harmonic sophistication, bearing hints of early Schoenberg alongside the elder Scriabin's musical style. Julian drowned at age 11 in 1919. We will never know if he would have grown up to take over the family business, so to speak, yet these remarkable pieces are no doubt worthy of the Scriabin name.— Джед Дістлер |

Робилися спроби переосмислити творчість Юліана Скрябіна в контексті тенденцій розвитку всієї російської музики початку XX століття і, зокрема, швидкоплинного російського-радянського музичного авангарду післяреволюційних років. Наприклад, Франс Ш. Лемер розглядаючи питання «спадкоємності» Олександру Скрябіну, розділяє її між авангардистами (Рославець, Вишнеградський, Обухов) та «трьома юними музикантами з обірваними долями»: крім Юліана, в цей список увійшли Олексій Станчинський та Борис Пастернак.
У травні 2001 у великому залі Будинку композиторів пройшов примітний музичний вечір, під час якого були виконані твори визнаних і менш відомих творців авангарду: Миколи Рославця, Арсенія Авраамова, Івана Вишнеградського, Артура Лур'є, Олександра Мосолова. В оточенні таких імен прозвучали й твори Юліана Скрябіна:
Дух Скрябіна, що побічно впливав на чмсленні радикальні твори російських авангардистів, більш відкрито проявився в виконаних у концерті творах його сина — Юліана Скрябіна. Чотири прелюдії Юліана, трагічно загиблого в юному віці, створені ним у віці 11 років, були подібні коротким, але дуже сильним осяяням. У виконанні Ірини Северіної була не стільки підкреслена схожість зі звуковими структурами Олександра Скрябіна, скільки те, що відрізняють твори: крупний мазок та більша емоційна відкритість, пафос юнацької концертності. — Ірина Іванова
В 2008 прелюдії Юліана Скрябіна були використані в постановці балетної трупи Театру Орегона поряд з музичними творами інших російських авторів, як і Бориса Пастернака, яких зазвичай не згадують як композиторів у загальноприйнятому сенсі слова: крім музики юного Скрябіна в постановці використовувався вальс, написаний балетмейстером Джорджем Баланчиним, і музичний уривок, автором якого був Лев Толстой.

## Деякі видання творів Юліана Скрябіна
SCRIABIN: Preludes, Vol. 2.
- I. Prelude in C major, Op. 2: Lento - Presto
- Юліан Скрябін 4 Preludes
- III. Prelude Op. 3, No. 2
- IV. Prelude in D flat major без опусу
- II. Prelude in B major, Op. 3, No. 1